# ريتشارد نيوترا
ريتشارد جوزيف نيوترا (بالألمانية: Richard Joseph Neutra) (مواليد 8 أبريل 1892 - 16 أبريل 1970) كان مهندسًا نمساويًا أمريكيًا. يعيش وبني معظم حياته المهنية في جنوب كاليفورنيا، وأصبح يعتبر من أبرز وأهم المهندسين المعماريين الحداثيين.

## روابط خارجية
- ريتشارد نيوترا على موقع الموسوعة البريطانية (الإنجليزية)
- ريتشارد نيوترا على موقع مونزينجر (الألمانية)
- ريتشارد نيوترا على موقع ديسكوغز (الإنجليزية)
- ريتشارد نيوترا على موقع أوليمبيديا (الإنجليزية)